# Sierra Espuña
Die Sierra Espuña ist ein Gebirge in der spanischen Region Murcia. Das 18.000 Hektar große Gebirge, das Teil der Betischen Kordillere ist, erstreckt sich zwischen den Tälern der Flüsse Guadalentín und Pliego (Stadt). Angrenzende Orte sind Alhama de Murcia, Totana und Mula. Die höchsten Erhebungen sind der 1.583 Meter hohe Morrón de Espuña, gefolgt von Pedro López (1.566 m), Morra de las Moscas (1.507 m) und Morrón de Alhama (1.444 m).

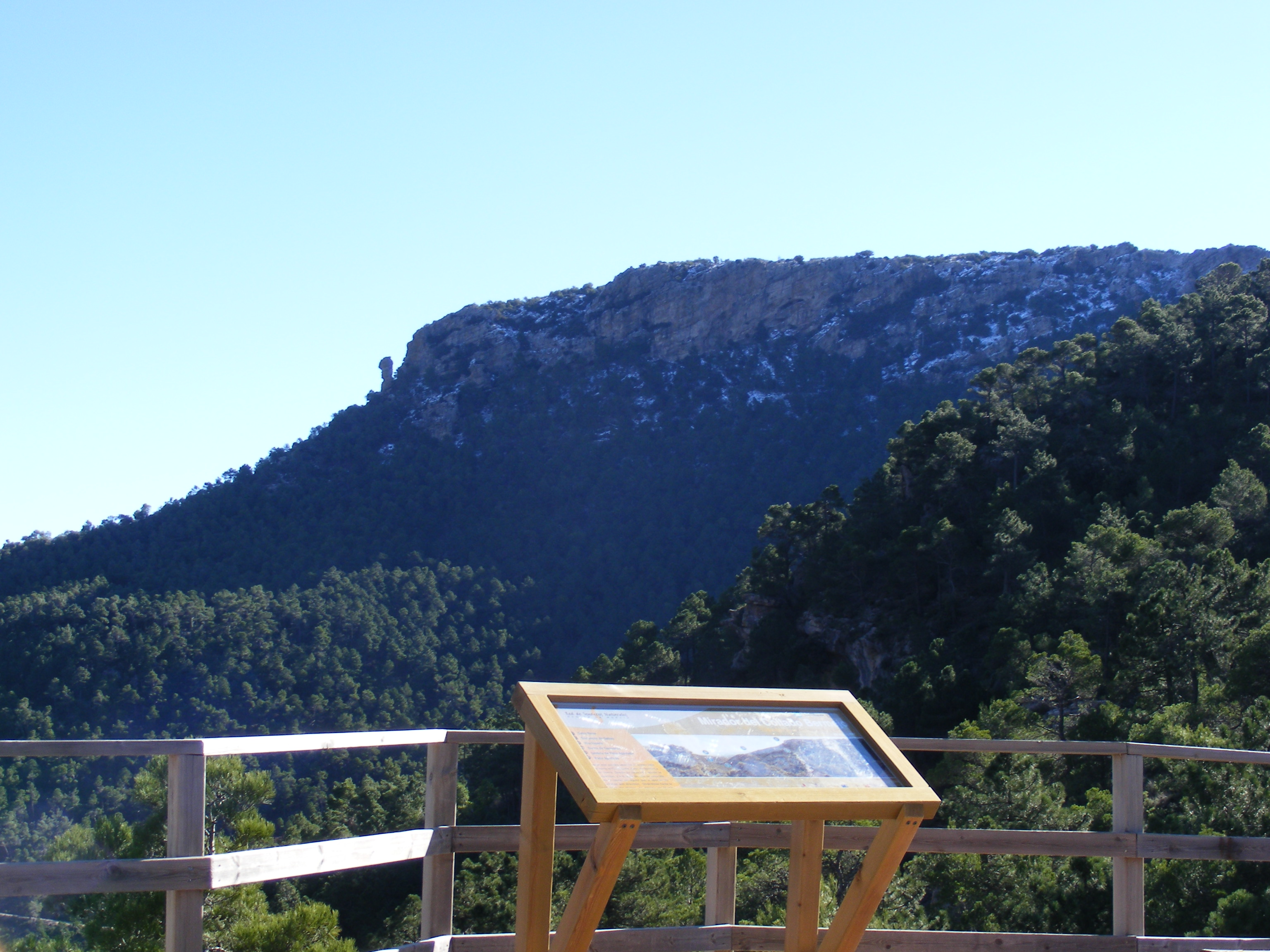
Aussichtsplattform Mirador Collado Bermejo

Weite Teile der Sierra Espuña sind mit Kiefern bewachsen, vor allem Aleppo-Kiefer in den höchsten Lagen auch Schwarz-Kiefer und See-Kiefer, in den Flussbetten und Canyons sind auch Oleander, Pappeln, Feld-Ulmen, Birken und Weiden zu finden. Diese für Spaniens Südosten ungewöhnlich vielfältige Flora ist dem Forstingenieur Ricardo Codorniú aus Cartagena zu verdanken, der 1891 ein großflächiges Aufforstungsprogramm startete.
Zur artenreichen Fauna der Sierra gehören rund 120 Vogelarten, darunter Adler, Eichelhäher, Habicht, Sperber, Uhu und Lerche. Auch Wildschweine und Eichhörnchen finden sich hier. Der Mähnenspringer wurde in den 1970er Jahren in der Sierra Espuña ausgewildert.
Das Klima der Sierra Espuña unterscheidet sich vom Rest der Region Murcia: Es fallen rund 200 Millimeter mehr Niederschlag im Jahr, die Temperatur liegt etwa fünf Grad Celsius unter dem regionalen Durchschnitt.